# Nowe Miasto (Kamieniec Podolski)
Nowe Miasto (ukr. Новий План) – śródmiejska dzielnica Kamieńca Podolskiego, położona na wschód od Starego Miasta; pełni funkcje mieszkaniowo-usługowe; uniwersytet, muzeum.